# سنگ‌نگاره‌ها و کتیبه‌های بئر حما
سنگ‌نگاره‌ها و کتیبه‌های بئر حما (به عربی: منطقة حمی الثقافیة) محوطه‌ای باستانی همراه با کتیبه و سنگ‌نگاره‌ها در استان نجران در جنوب‌غربی عربستان سعودی و در حدود ۲۰۰ کیلومتری شمال شهر نجران است. این مجموعه خود شامل محوطه پارینه‌سنگی و دوران نوسنگی است که قدمت آنها به ۷۰۰۰ تا ۱۰۰۰ قبل از میلاد می‌رسد. با این حال برخی نمونه‌های این سایت با نمونه‌های یافت‌شده در یمن شباهت زیادی دارد.
این محوطه در ژوئیه سال ۲۰۲۱ به‌عنوان بخشی از منظره فرهنگی حما در میراث جهانی یونسکو ثبت شد.

## نگارخانه
- سنگ‌نگاره رقاصان
- منظره فرهنگی حما
- سنگ‌نگاره کوه مواقیع
- سنگ‌نگاره منشاف
- سنگ‌نگاره شسعا
- سنگ‌نگاره کوه حما